# Prāmis
Pour plus de détails, voir Fiche technique et Distribution.
Prāmis (Le Ferry) est un film letton réalisé par Laila Pakalniņa et sorti en 1996.

## Fiche technique
- Titre : Prāmis (Le Ferry)
- Réalisation : Laila Pakalniņa
- Scénario : Laila Pakalniņa
- Photographie : Gints Bērziņš
- Montage : Gunta Ikere
- Production : Film Studio Kaupo
- Pays de production :  Lettonie
- Durée : 16 minutes
- Date de sortie : France - mai 1996[1]

## Récompenses
- Prix FIPRESCI du Festival de Cannes (avec Pasts) 1996[2]
- Meilleure réalisation et meilleure photographie au Latvian National Film Festival 1996[1]